# Wahaʻakuna
Wahaʻakuna — poznata i kao Waohaʻakuna — bila je havajska plemkinja te poglavarica otoka Mauija.

## Biografija
Njezini su roditelji danas nepoznati.
Wahaʻakuna se udala za velikog poglavicu Loea od Mauija, koji je naslijedio svoga oca, Kamaloohuu. Jedino poznato dijete Loea i Wahaʻakune bio je sin, Kahokuohua, koji je postao poglavica otoka Molokaija. Wahaʻakunin unuk zvao se Kaulahea; on je naslijedio svog djeda Loea kao Kaulahea I. od Mauija. Wahaʻakuna je bila pretkinja budućih vladara Mauija.
Nepoznato je kada je umrla, ali je vjerojatno pokopana na Mauiju.

## Pogledajte također
- Loe od Mauija

## Vanjske poveznice
- The family tree of Loe, Chief of Maui  Arhivirana inačica izvorne stranice od 6. kolovoza 2020. (Wayback Machine)